# 豐臣秀勝
豐臣秀勝（日语：／ Toyotomi Hidekatsu，1569年—1592年），三好吉房的次子，母親瑞龍院阿智，是太閣豐臣秀吉的外甥，關白、豐臣家第二代當主豐臣秀次的親弟弟。豐臣秀勝幼名小吉，正室為淺井長政三女阿江。

## 生平
天正13年（1585年）封予近江瀨田，在這期間，秀吉的養子羽柴秀勝（織田信長四子）病故。而秀吉也因為沒有繼承人的關係，讓秀勝做自己的養嗣子。不久之後秀勝改封丹波龜山。成為龜山城城主的期間，娶淺井長政的三女阿江（後來德川秀忠的正室）為正室。
天正15年（1587年）參與「九州征討」。爾後秀勝向秀吉要求增加領地引起秀吉的不滿，轉封越前敦賀，之後由於蜂屋賴隆的去世，領了他遺留下來的五千石領地。
天正18年（1590年）的「小田原征伐」中秀勝十分活躍，與兄長秀次和當代名將蒲生氏鄉一起出戰，負責圍攻小田原城的北部。戰後，秀勝被給予甲斐的府中城，不久改封美濃的岐阜城。據說秀勝長期被封在畿內的大國，是因為母親阿智向秀吉要求的。
文祿元年（1592年）的文祿之役為第九軍的大將，領八千人與細川忠興一起渡海。不過後來卻在朝鮮巨濟島病故，得年僅23歲。而在他去世不久，正室阿江生下一名女嬰，即豐臣完子。完子後來嫁給九條幸家，其中一位女性子孫就是後來大正天皇的皇后——九條節子，為現今日本皇室的祖先。

## 軼聞
秀吉在中年才和側室南殿生下的長男石松丸秀勝，而此子又在六歲時夭折，因此秀吉十分懷念這第一個孩子。這可能就是將後來幾個養子都取名為「秀勝」的緣故，而豐臣秀勝也是其中一個。

## 家族
- 父：三好吉房
- 母：瑞龍院阿智
- 舅：豐臣秀吉
- 舅：豐臣秀長
- 姨：旭姬
- 兄：豐臣秀次
- 弟：豐臣秀保
- 妻：崇源院
  - 女：豐臣完子